# Xã Fraser, Quận Martin, Minnesota
Xã Fraser (tiếng Anh: Fraser Township) là một xã thuộc quận Martin, tiểu bang Minnesota, Hoa Kỳ. Năm 2010, dân số của xã này là 304 người.